# Lista de Membros Correspondentes da Academia Brasileira de Ciências Empossados em 1983
Esta lista contém os nomes dos membros correspondentes da Academia Brasileira de Ciências empossados em 1983. 
| Imagem | Nome               | Datas de nascimento e falecimento | Local de nascimento | Área de especialização | Alma mater | Data de posse         | Conhecido por                       | Referências |
| ------ | ------------------ | --------------------------------- | ------------------- | ---------------------- | ---------- | --------------------- | ----------------------------------- | ----------- |
|        | James A. Marshall  | 07 de agosto de 1935              |                     | Ciências Químicas      |            | 25 de janeiro de 1983 |                                     | [ 2 ]       |
|        | en:Klaus Kubitzki  | 03 de maio de 1933                | Niesky, Alemanha    | Ciências Biológicas    |            | 25 de janeiro de 1983 | Sistema Kubitzki, gênero Kubitzkia. | [ 3 ]       |
|        | Vittorio M. Canuto | 04 de agosto de 1937              |                     | Ciências Físicas       |            | 25 de janeiro de 1983 |                                     | [ 4 ]       |